# 末田用水
末田用水（すえだようすい）は、埼玉県さいたま市岩槻区・越谷市を流れる用水路。末田大用水とも呼称される。

## 概要

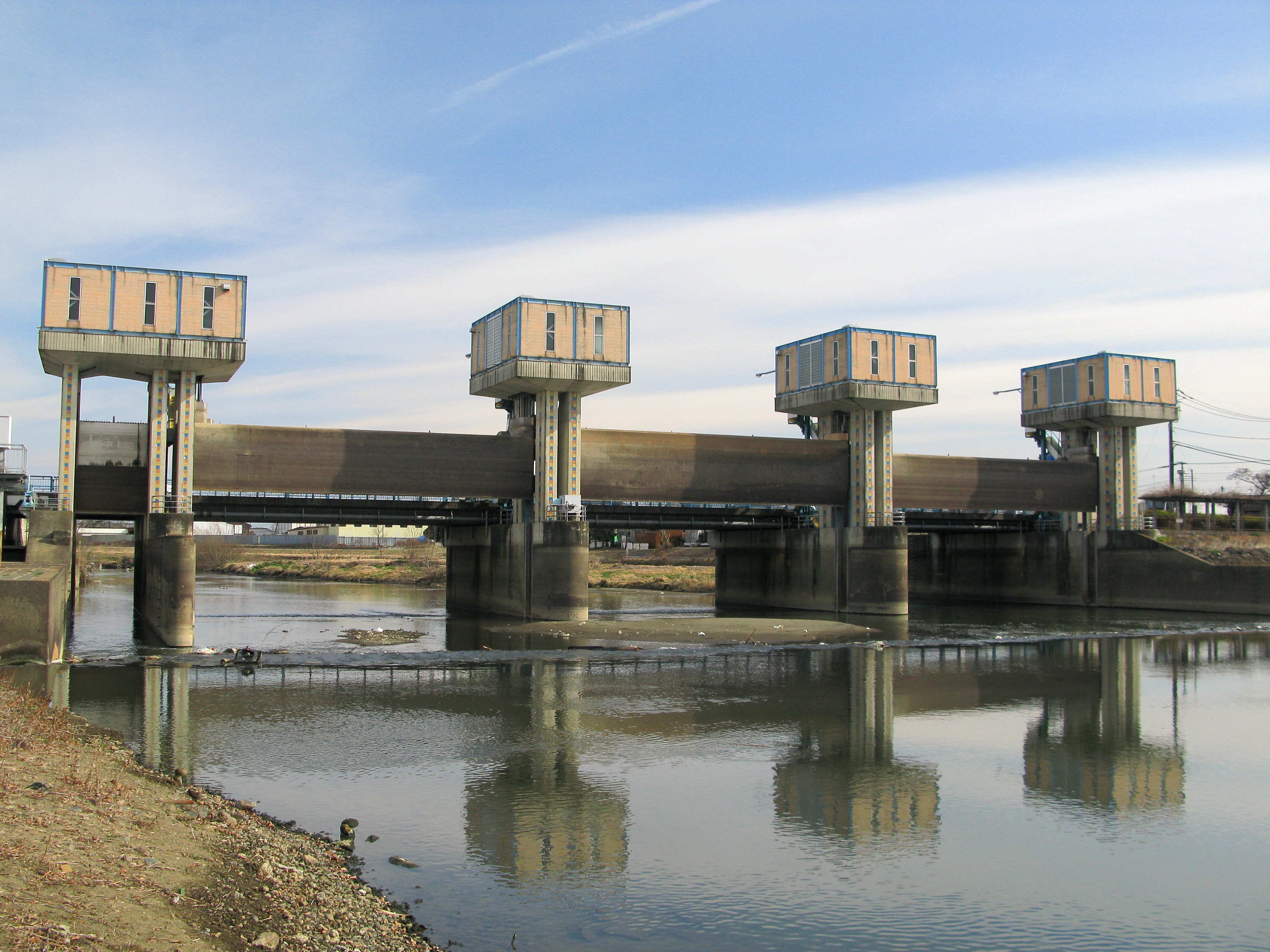
末田須賀堰

さいたま市岩槻区末田の末田須賀堰で元荒川から取水する。
概ね元荒川の右岸側に並行するように南東方向に流れ、しらこばと水上公園を過ぎたあたりで南向きに変える。県民健康福祉村の敷地内を横切り、再び南東方向に流れながら埼玉県道324号および綾瀬川の左岸側に並行するようになる。越谷市大間野町1丁目で綾瀬川に合流する。灌漑面積は約1200ヘクタールである。下流部は新川都市下水路、綾瀬新川とも呼ばれる。

## 橋梁
- （埼玉県道48号越谷岩槻線）
- 上手橋
- （埼玉県道214号新方須賀さいたま線）
- 中組橋
- 農免橋
- 駒橋
- 野島橋
- 砂原新橋
- 名称不明
- 新橋
- 名称不明
- 野中ふれあい橋
- 萩島小学校橋
- 中組橋
- 新田橋
- 下手橋
- ひやみず橋 - 「下手堰」併設
- 国道463号越谷浦和バイパスが交差
- 山王橋
- 大石橋（国道463号）
- 東橋
- 西前橋
- （橋上公園）
- （橋上公園）
- 外谷橋
- ふれあい橋（県民健康福祉村）
- 名称不明（県民健康福祉村）
- 新外谷橋
- 武蔵野線
- （七左ェ門通）
- 前谷橋
- 明神橋
- 辰ノ口橋（埼玉県道161号越谷川口線）
- （埼玉県道324号蒲生岩槻線）
- 新川橋
- 国道4号